# Lipizzanergestüt Piber
Koordinaten: 47° 4′ 50″ N, 15° 6′ 1″ O
Das Lipizzanergestüt Piber (bis 2017 Bundesgestüt Piber) ist ein Gestüt im Dorf Piber der Stadtgemeinde Köflach in der Weststeiermark in Österreich.
Im Lipizzanergestüt werden Lipizzaner vorwiegend für die Spanische Hofreitschule in Wien gezüchtet. Das Wissen um die Lipizzanerzucht wurde 2016 von der UNESCO in das Verzeichnis des immateriellen Kulturerbes in Österreich und 2022 in die Repräsentative Liste des immateriellen Kulturerbes der Menschheit aufgenommen.

## Geschichte
Beim Schloss Piber, das vormals ein Kloster des Stiftes St. Lambrecht war, wurde 1798 ein Gestüt zur Zucht von militärischen Pferden eingerichtet. Ab 1867 wird es dem k.k. Landwirtschaftsministerium unterstellt. Am Beginn des Ersten Weltkrieges wurde im Jahr 1915 die Zucht der Lipizzaner, die bis dahin im Gestüt Lipizza in der Krain (Lipica im heutigen Slowenien) beheimatet war, zuerst nach Laxenburg und 1920 hierher verlegt.
Während des Zweiten Weltkrieges wurden die Pferde nach Hostau, dem heutigen Hostouň, in Tschechien verlegt. Nach Kriegsende bestand die Gefahr, dass die Zuchtpferde in sowjetische Hände fallen, da Hostau zwischen der amerikanischen und sowjetischen Front lag. Deshalb überzeugte der damalige Gestütstierarzt den amerikanischen General George S. Patton, dass dieser die Pferde im Rahmen der Operation Cowboy nach Oberösterreich in Sicherheit bringen sollte, damit sie nicht zur Kriegsbeute der Sowjetunion werden. Erst 1952 kehrten ein Teil der Pferde nach Piber, das damals in der britischen Besatzungszone lag, zurück.
Im Jahr 2001 wurde die Spanische Hofreitschule und das Lipizzanergestüt Piber ausgegliedert und die Spanische Hofreitschule-Bundesgestüt Piber GöR gegründet. Der Eigentümer ist weiterhin der Bund, die Gesellschaft dem Landwirtschaftsministerium unterstellt.
Das Gestüt wird zusammen mit dem Schloss Piber, das unter Denkmalschutz steht, heute auch touristisch vermehrt vermarktet. Man kann die Trainingsstunden mit den Pferden in der Reithalle beobachten, wie man auch die Stallungen zum Teil besuchen kann. Im Schlosshof selbst werden auf Grund der guten Akustik auch kulturelle Veranstaltungen durchgeführt. 2003 fand hier die Steirische Landesausstellung unter dem Titel Mythos Pferd statt.
Auch ein Kutschenmuseum mit Schaustücken aus der Gründungszeit der Lipizzanerzucht ist angeschlossen.
Im  März 2016 nahm die Österreichische UNESCO-Kommission die am Gestüt gepflegte Tradition als Wissen um die Lipizzanerzucht in das Verzeichnis des  nationalen immateriellen Kulturerbes in Österreich auf, in der Sparten Gesellschaftliche Praktiken, Rituale und Feste wie auch Wissen und Praktiken im Umgang mit der Natur, was sowohl die tierzüchterischen wie die kulturbedeutenden Anliegen berücksichtigt. Zweck dieser Ausweisung ist ein verbindlicher Schutz als lebendige Kulturtradition. Damit ist nach der Spanischen Hofreitschule selbst auch das Bundesgestüt von der UNESCO ausgewiesen, gleichzeitig aber auch deren eigenständige Kulturpflege repräsentiert.

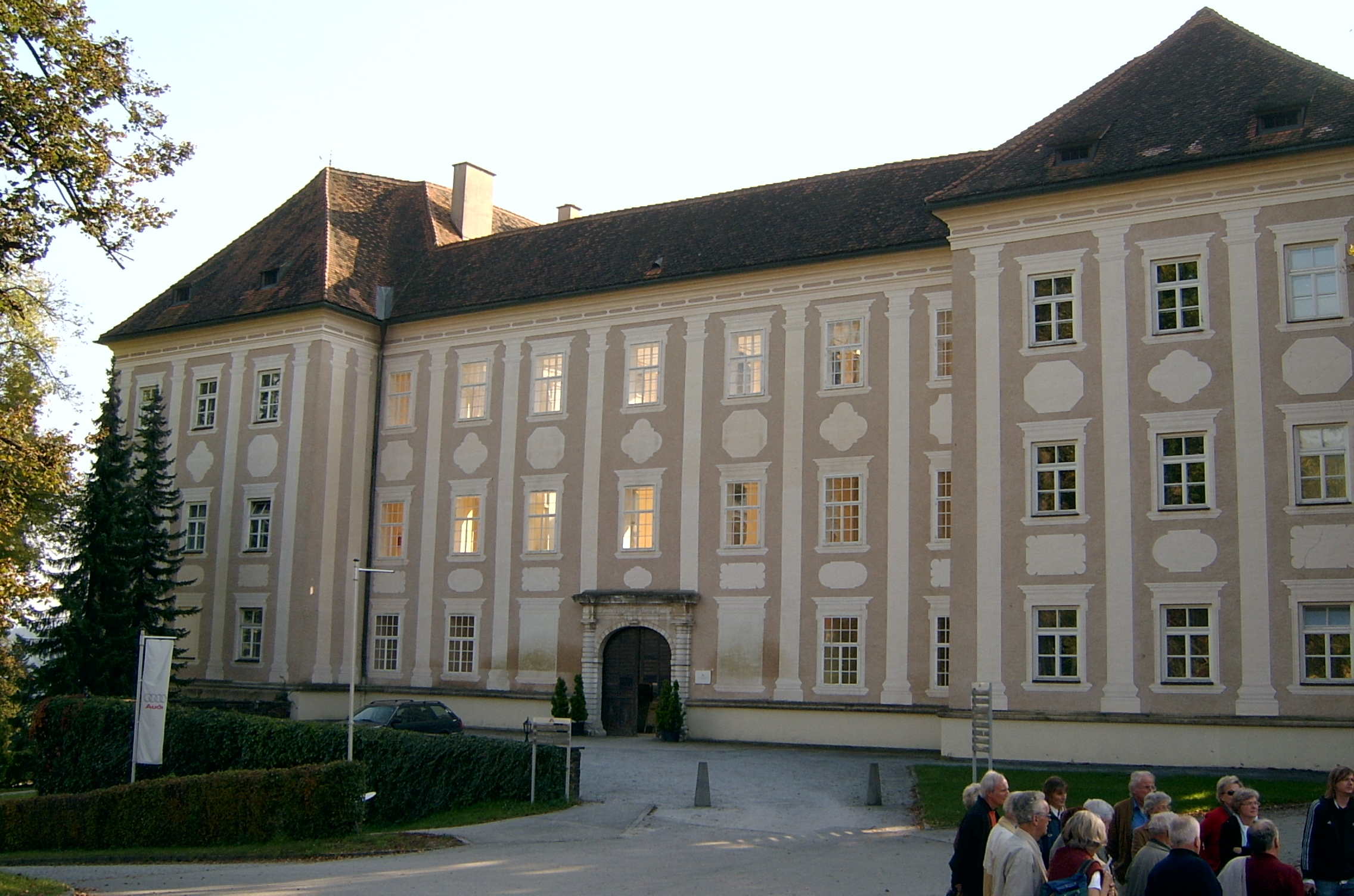
Schloss Piber, Schaufassade
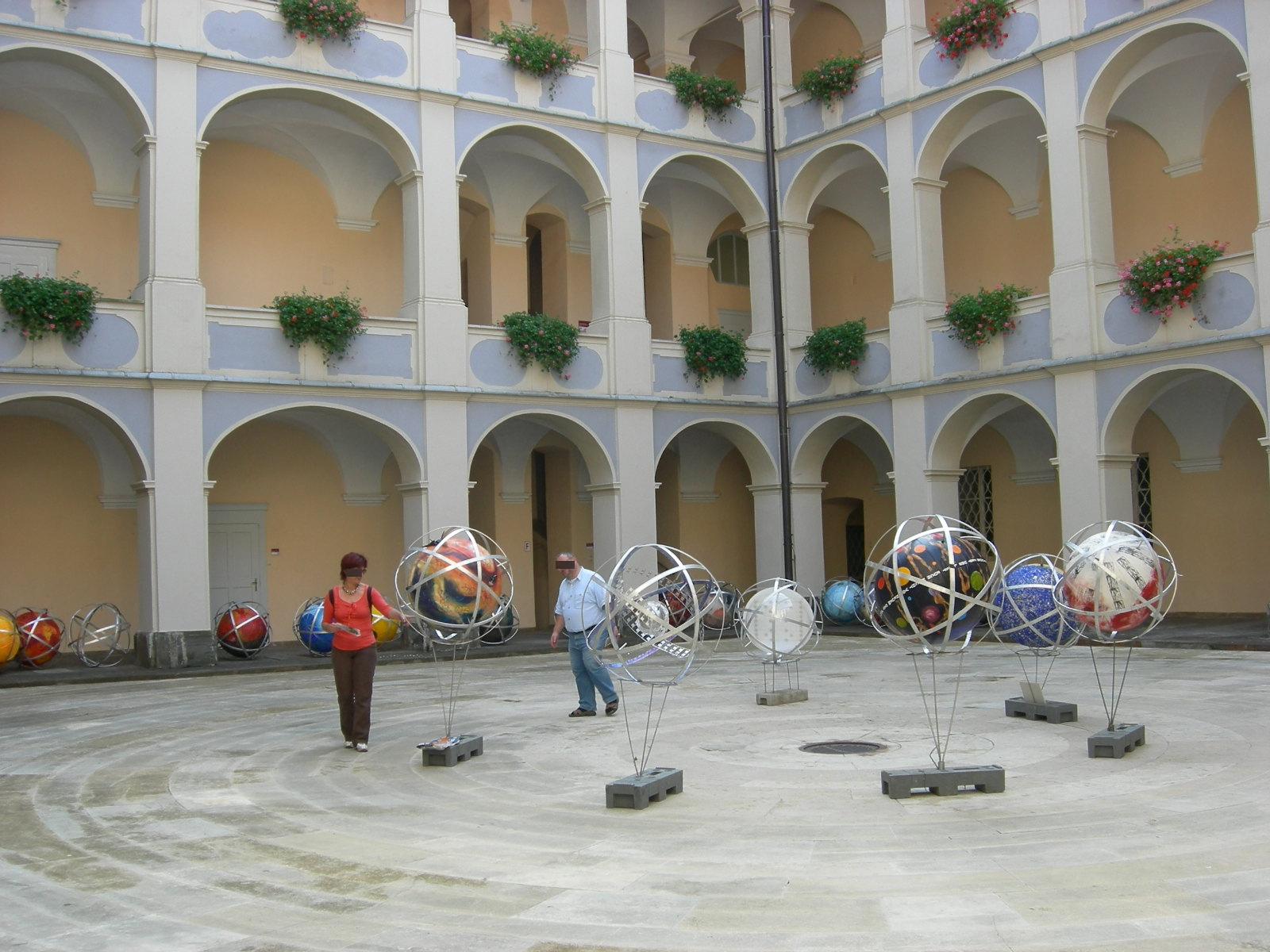
Innenhof
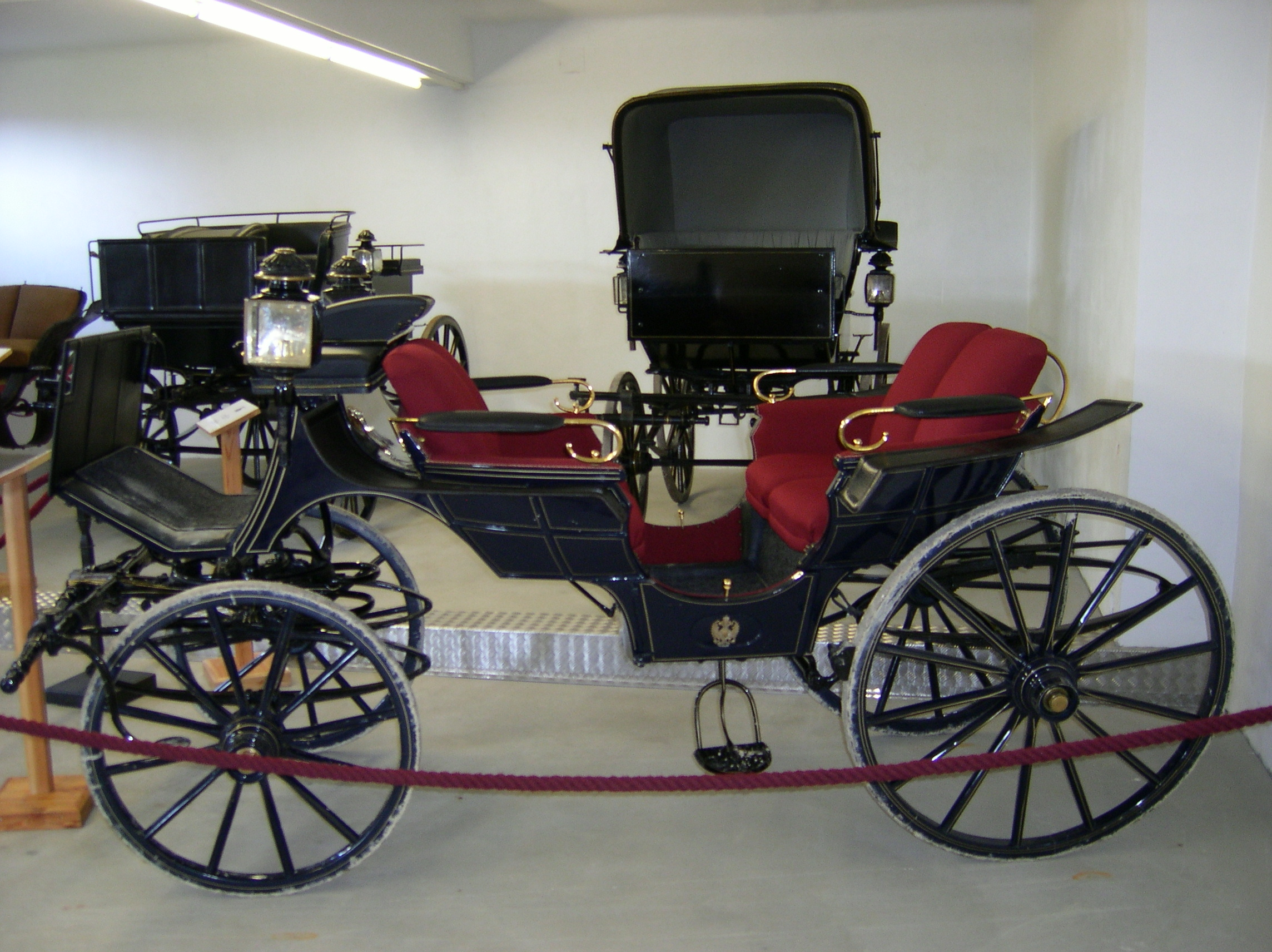
Exponate im Kutschenmuseum

## Gestüt

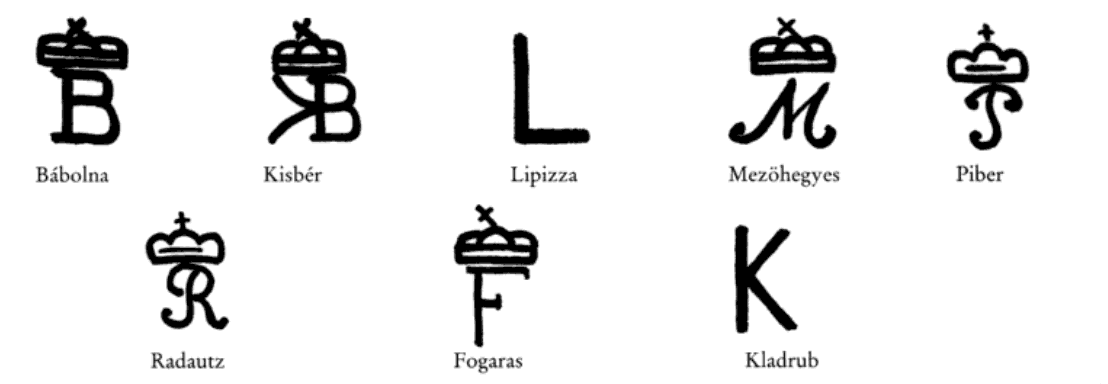
Die Gestütsbrände der österreichisch-ungarischen Staatsgestüte, ganz rechts oben Piber

Das Lipizzanergestüt ist weltweit das einzige, in dem Stuten aller 17 klassischen Stutenfamilien vertreten sind. Es sind Zuchtbücher seit der Gründung der Lipizzanerzucht, weit vor der Gründung in Piber vorhanden, die auch heute, neben EDV-Aufzeichnungen, händisch geführt werden.
Zum Gestüt gehören nicht nur die notwendigen Stallungen, sondern auch ausgedehnte Weide- und Almflächen. Alljährlich findet auch für die Pferde ein Almabtrieb der bis zu 25 km entfernten Almen zu Fuß mit der traditionellen Pferdesegnung in Maria Lankowitz statt. Es gehören noch vier Gehöfte in der Umgebung dazu. Auf dem Gut befinden sich sowohl die Zuchtstuten und Fohlen als auch die Zuchthengste. Die ausgewählten Hengste kommen mit vier Jahren nach Wien, während die anderen auch verkauft werden. Nach einigen Jahren in Wien kommen die Hengste für Zuchtzwecke wieder nach Piber zurück. Auch wenn sie für die Reiterei in der Hofreitschule zu alt sind, kehren sie wieder zurück in ihre Pension.
Um Inzucht zu vermeiden, werden mit anderen Lipizzaner-Gestüten, wie in Slowenien (Lipica, das Stammgestüt), Ungarn, Slowakei, Tschechien und Rumänien, immer wieder Zuchttiere ausgetauscht.

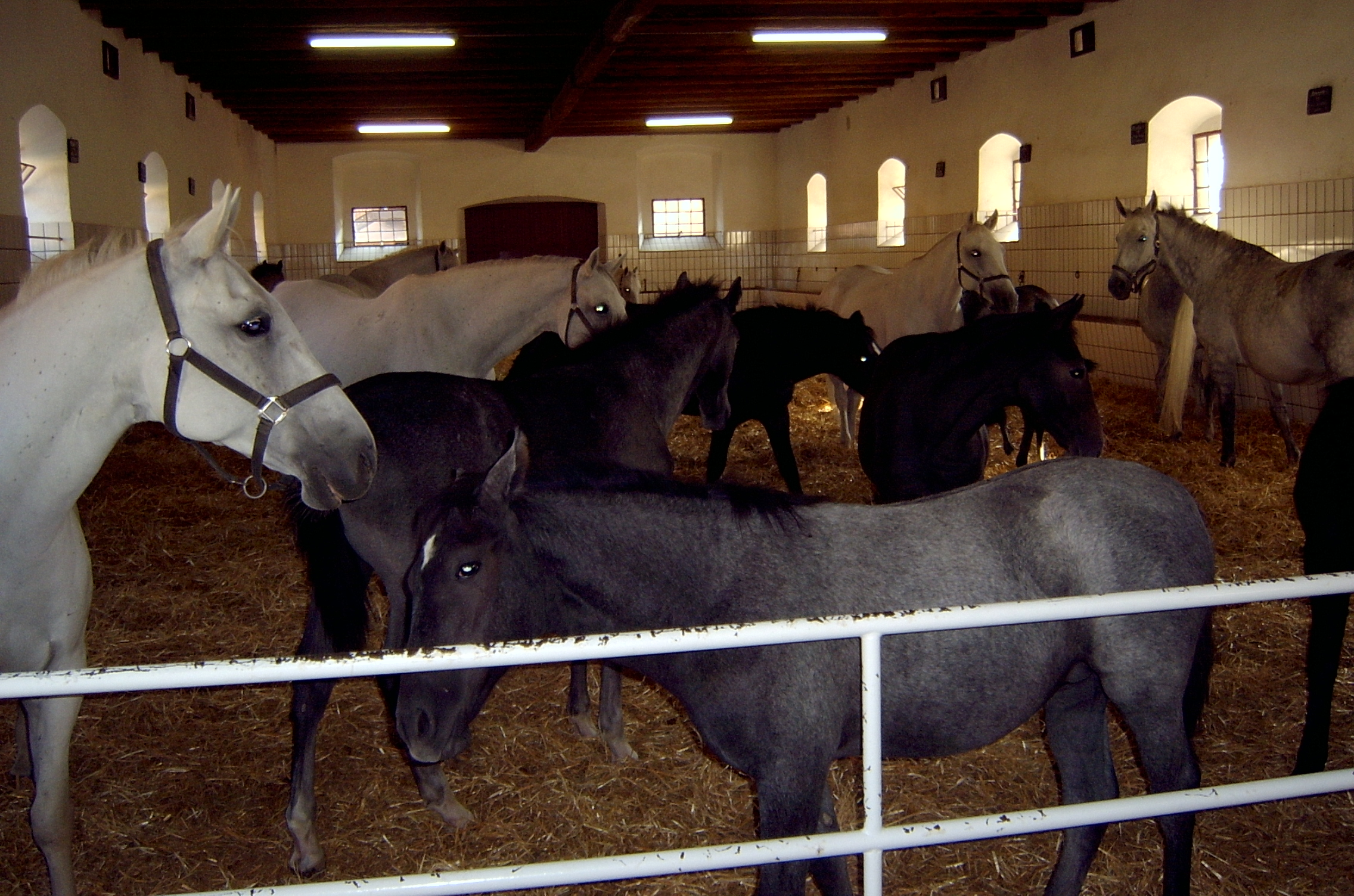
Lipizzanerstuten mit ihren Fohlen
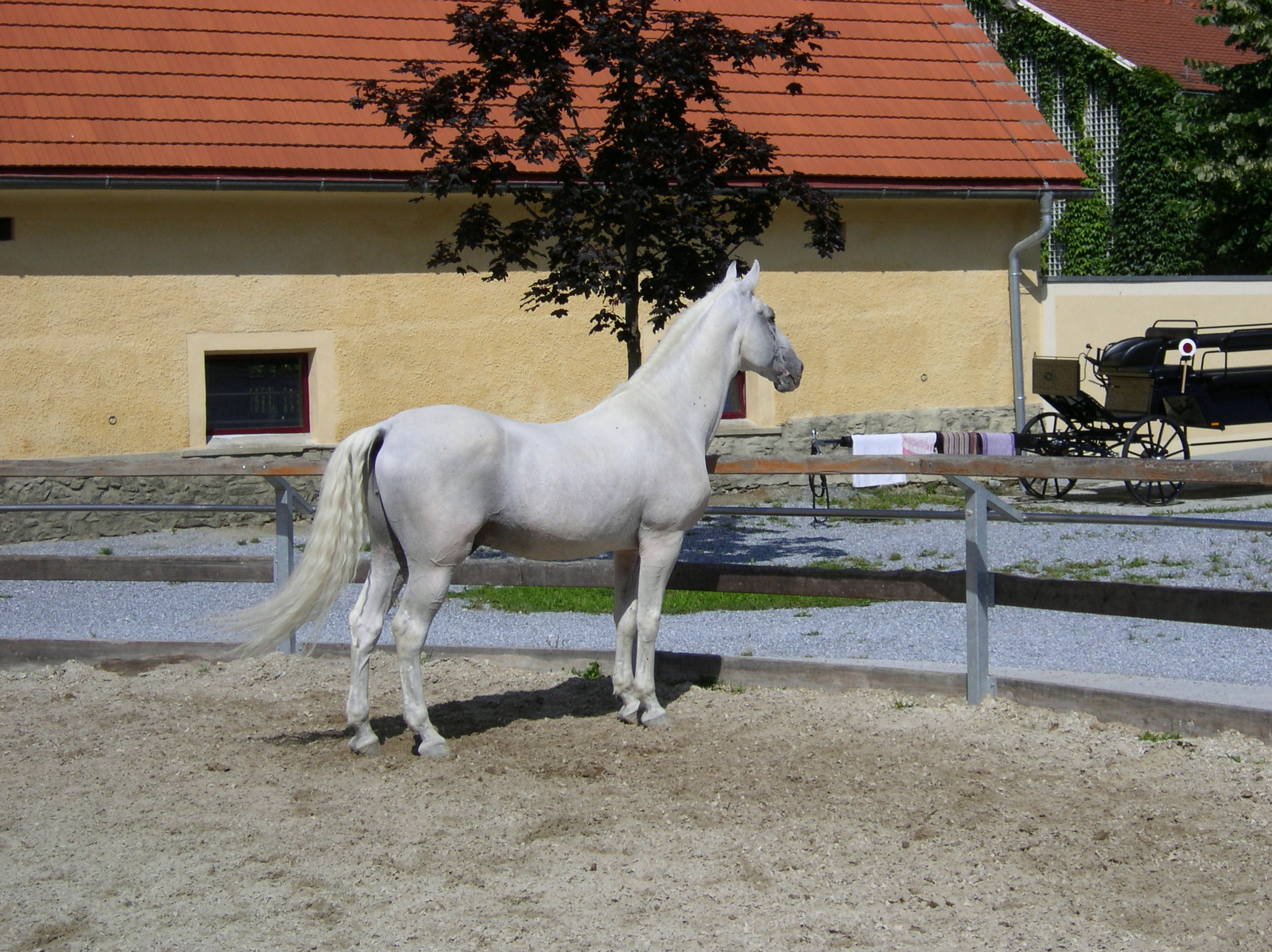
Alter Lipizzaner in Rente
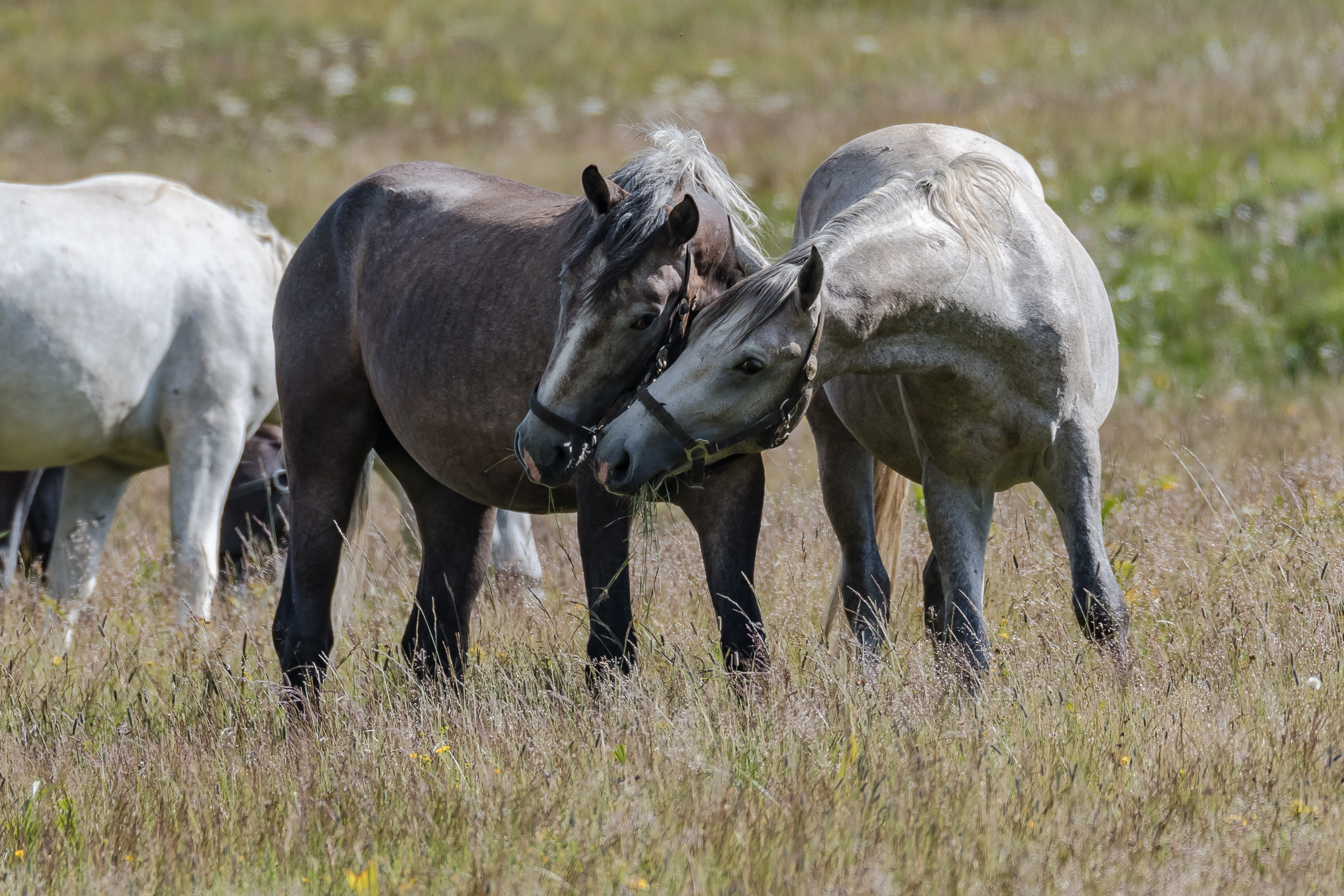
Junge Hengste auf der Alm am Brandkogel